# Raúl Entrerríos
Raúl Entrerríos Rodríguez (Gijón, 12 de febrero de 1981) es un exbalonmanista español que jugaba como central. Se retiró en el F. C. Barcelona de la Liga Asobal de España en 2021.
Es hermano menor del también exbalonmanista Alberto Entrerríos.
Fue internacional absoluto (2003) y capitán de la selección española, con la que se ha proclamado entre otros éxitos, campeón mundial en 2005, y bicampeón continental en 2018, 2020 y bronce en las Olimpiadas de Tokio 2020.
Actualmente entrena al equipo juvenil masculino de balonmano del F. C. Barcelona.

## Biografía
Realizó sus estudios en el Colegio Público Noega, en Contrueces (Gijón) donde comenzó su carrera deportiva.

## Trayectoria
- Ademar León (2001-2007).
- C. B. Valladolid (2007-2010).
- F. C. Barcelona (2010-2021).

## Palmarés

### Clubes
Ademar León
- Copa de SM el Rey: 2002
- Recopa de Europa: 2005

C. B. Valladolid
- Recopa de Europa: 2009

F. C. Barcelona
- 3 Liga de Campeones: 2010-11, 2014-15, 2020-21
- 11 Liga ASOBAL: 2010-11, 2011-12, 2012-13, 2013-14, 2014-15, 2015-16, 2016-17, 2017-18, 2018-19, 2019-20, 2020-21
- 8 Copa de SM el Rey: 2014, 2015, 2016, 2017, 2018, 2019, 2020, 2021
- 11 Copa ASOBAL: 2011, 2012, 2013, 2014, 2015, 2016, 2017, 2018, 2019, 2020, 2021
- 9 Supercopa ASOBAL: 2012/13, 2013/14, 2014/15, 2015/16, 2016/17, 2017/18, 2018/19, 2019/20, 2020/21
- 5 Super Globe (mundial de clubes) 2013, 2014, 2017, 2018, 2019,

### Selección nacional
- Medalla de oro en el Campeonato del Mundo de 2005
- Medalla de bronce en los Juegos Olímpicos de Pekín 2008
- Medalla de bronce en el Campeonato Mundial de Balonmano Masculino de 2011
- Medalla de bronce en el Campeonato Europeo de Balonmano Masculino de 2014
- Medalla de plata en el Campeonato Europeo de Balonmano Masculino de 2016
- Medalla de oro en el Campeonato Europeo de Balonmano Masculino de 2018
- Medalla de oro en el Campeonato Europeo de Balonmano Masculino de 2020
- Medalla de bronce en el Campeonato Mundial de Balonmano Masculino de 2021
- Medalla de bronce en el Juegos Olímpicos de Tokio 2020

### Distinciones individuales
- MVP de la Liga ASOBAL (1): 2019
- Mejor Central de la Liga ASOBAL (7): 2010, 2011, 2015, 2016, 2017, 2018 y 2019
- MVP del Campeonato de Europa 2016[4]
- Medalla de plata de Gijón, otorgada en 2020 por el Ayuntamiento de Gijón.
- Medalla del Principado de Asturias (2022).[5]